# South Tongu District
Koordinaten: 6° 0′ N, 0° 36′ O
Der South Tongu District ist einer der 18 Distrikte der Volta Region im Osten Ghanas mit einer Gesamtfläche von 665 Quadratkilometern. Der Distrikt hatte im Jahr 2021 113.114 Einwohner.

## Geographie
Im Norden grenzt der Central Tongu District, im Nordosten der Akatsi South District, im Osten der Keta Municipal District, im Süden der Anloga District und im Westen der Ada East Distrikt der Greater Accra Region an South Tongu.
Die Nationalstraße 1 von der ghanaischen Hauptstadt Accra nach Lomé in Togo führt von West nach Ost durch den Distrikt und überquert den Volta bei Sogakope auf der Lower Volta Bridge. Die letzten 35 km des Unterlaufs des Volta verlaufen im South Tongu Distrikt. Der Südosten des Distriktes gehört zum Ramsar-Gebiet Keta Lagoon Complex.